# مونزامبانو
مونزامبانو (مانتوفانو العليا: موسامبا (بلدية) هي بلدية في مقاطعة مانتوفا، الواقعة على بعد نحو 120 كيلومترا (75 ميلا) شرق ميلانو ونحو 25 كيلومترا (16 ميلا) شمال غرب مانتوفا.